# Дейзи Дак
Дейзи Дак (англ. Daisy Duck) — мультипликационный персонаж, созданный в 1940 году Диком Ланди. Дейзи представляет собой антропоморфную утку. Обычно она представляется подружкой Дональда Дака. Носит розовое или фиолетовое платье и большой розовый бантик на голове. В отличие от Дональда, у Дейзи как у женского персонажа есть большие ресницы и небольшая шевелюра на голове. Также Дейзи носит всегда широкие каблуки. В ранних мультфильмах получила имя Донна Дак.

## Описание персонажа

### Характер
Дейзи, в частности в ранних мультфильмах, изображается как вертихвостка. Она симпатизирует Дональду и привязана к нему. В отличие от Дональда она умнее его и обладает относительно стойким и спокойным характером в противоположность Дональду. Несмотря на это, часто вступает с ним в конфликты.

## История
Дейзи появляется в общей сложности в 14 фильмах. Она появилась в десяти короткометражных фильмах про Дональда Дака. Также выступила в кратких эпизодических ролях в короткометражных фильмах о Микке Маусе. Также появлялась в мультфильме Фантазия 2000 (1999) и Кто подставил кролика Роджера (1988).

### Первое появление

Первое появление Дейзи на экране в мультфильме «Мистер Дак идёт на свидание» (1940).

Дейзи Дак впервые появилась в мультфильме «Мистер Дак идёт на свидание» (7 июня 1940 года). Короткометражка была сделана Джеком Кингом по сценарию Карла Баркса. Там Дональд посетил дом своей новой подружки. Сначала Дейзи ведёт себя застенчиво и отворачивается от посетителя, но вскоре приглашает Дональда подойти к ней. Их одиночество прерывают племянники Билли, Вилли и Дилли, которые начинают соревноваться с Дональдом за внимание Дэйзи. Дядя и племянники по очереди танцуют джиттербаг с Дейзи, пытаясь избавиться друг от друга. В своей последней попытки утята накормили Дональда горячей кукурузой, которая начала превращаться в попкорн, но Дональд продолжает танцевать. Утята начинают подыгрывать танец и неосознанно способствуют весёлому времяпрепровождению Дейзи и Дональда и в конце мультфильма удовлетворённая Дейзи подарила Дональду первый поцелуй.
Изначально Кларенс Нэш озвучивал Дейзи, но впоследствии она обрела более женственный голос.

### 1941—1947 годы
Через год после короткометражного мультфильма «Мистер Дак идёт на свидание» Дейзи и Дональд появились в эпизодической роли в мультфильме «В стиле 90-х».
Мультфильм «Преступление Дональда» стал вторым, в котором Дейзи Дак говорила. Хотя у Дейзи была относительно небольшая роль в мультфильме, её свидание с Дональдом стало основой сюжета, который показал привязанность Дональда Дака к ней.
В этом мультфильме Дейзи Дак озвучивала актриса Глория Блонделл. Таким образом, это был первый раз, когда у Дейзи был настоящий голос, а не «утиный», как у Дональда.
В том же году Дейзи участвовала в короткометражном мультфильме «Излечившаяся утка». Мультфильм начинается с того, что Дональд Дак посещает Дейзи Дак. Дейзи просит Дональда открыть окно, но у него не получается. Дональд в ярости ломает окно. Дейзи отказывается от свидания с Дональдом Даком, пока он не научится управлять собой. Дональд, согласившись на эти условия, попытался «вылечить» себя, используя специальную машину. Затем он снова посещает Дейзи и поначалу ведёт себя спокойно. Но затем, когда его подруга показала ему свою новую шляпу, он начинает громко смеяться. Мультфильм заканчивается тем, что Дейзи в ярости бросается на Дональда.
Проблемы в их взаимоотношениях также были отмечены в короткометражном мультфильме «Двойные неприятности».

### Первая главная роль
Дейзи была главным героем короткометражного мультфильма «Donald’s Dilemma» (1947 год).
Мультфильм начинается с того, что Дейзи рассказывает психологу, как они гуляли с Дональдом. Внезапно из окна небоскреба прямо на голову Дональда упал цветок в горшке. Он быстро пришёл в сознание, но сильно изменился: у него появился прекрасный голос, изменились манеры его поведения, а главное — Дональд забыл Дейзи. Он стал известным певцом, повсюду его окружали поклонницы. Но Дейзи не могла к нему добраться, а он её не узнавал. Она страдала, не спала, считала себя безумной. Психолог, выслушавший её историю, посоветовал ей сбросить цветочный горшок на голову Дональда, но предупредил, что это вернет его прежний голос. Психолог предложил Дейзи оставить Дональда Дака известным певцом, но она решительно отказалась. Дейзи Дак пробралась на концерт и, забравшись повыше, бросила на Дональда горшок. К нему возвратился прежний голос, и он забыл о своей карьере. Его поклонники также забывают о нём, но Дейзи восстанавливает свои прежние отношения с Дональдом.
Этот мультфильм рассматривается как чёрный юмор о взаимоотношениях Дейзи и Дональда Дака.

### 1948—1954 годы
В короткометражном мультфильме «Donald’s Dream Voice» Дональд Дак работал разносчиком, но из-за его голоса покупатели не понимали ни слова из того, что он говорит. Его вежливые обращения клиенты понимают как оскорбления. Но Дейзи поддерживает и одобряет Дональда. Проблемы Дональда Дака исчезают, когда он покупает коробку с «голосовыми таблетками», лекарством, которое временно улучшает его голос. Он ободряется и готовится к предложению руки и сердца Дейзи. Но происходит так, что Дональд теряет все таблетки, кроме одной. Он пытается принять последнюю таблетку, но у него не получается. Получается так, что таблетку проглатывает корова, и она начинает говорить. Корова говорит Дональду, что не может понять ни слова из того, что он говорит. Дональд начинает злиться.
После этого мультфильма Дейзи не появлялась на экранах вплоть до 1950 года, когда вышла короткометражка «Crazy Over Daisy». События мультфильма происходят в 1890 годах. В начале радостный Дональд идёт на свидание с Дейзи Дак. Но когда Чип и Дейл начинают высмеивать Дональда Дака, он бросается на них. Драку прерывает Дейзи, которая обвиняет Дональда в том, что он обижает «невинных» бурундуков.
Окончательное появление Дейзи в Золотой век Американской анимации ознаменовал мультфильм «Donald’s Diary» (1954 год).

### Поздние годы
В мультфильме «Рождественская история Микки» (1983 год) Дейзи играла роль Изабеллы, подруги молодого Эбинайзера Скруджа. Этот мультфильм ознаменовал первое появление Дейзи на экране в течение почти 30 лет. Мультфильм также стал первым с участием Дейзи Дак, в котором не изображались её отношения с Дональдом.
В 1988 году Дейзи Дак, наряду со многими персонажами Диснея, сыграла эпизодическую роль в фильме «Кто подставил кролика Роджера».
Дейзи также участвовала в музыкальных мультфильмах «Фантазия 2000» (озвучена Расси Тейлор) и «Три мушкетёра: Микки, Дональд и Гуфи».

## Донна Дак
Согласно некоторым источникам, Дейзи Дак впервые появилась в короткометражном мультфильме 1937 года Дон Дональд в роли Донны Дак. Данная короткометражка является первой в серии мультфильмов о Дональде Даке, а также первой, где показывались любовные интересы Дональда.
По сюжету мультфильма, Дональд Дак путешествует по Мексике на осле и встречает свою подругу — Донну. Она приветствует его, исполняет традиционный танец и садится на осла, который сбрасывает её на землю. Дональд начинает смеяться, и Донна в ярости бросается на него. Вскоре Дональд приглашает свою подругу в поездку на машине. Донна Дак соглашается, но по пути ломается, и Донна бросает своего возлюбленного в пустыне.
Донна показана энергичной, нетерпеливой и агрессивной — практический такой же, как и Дональд. Персонажей озвучил один и тот же актёр — Кларенс Нэш.
Утверждения о Донне и Дейзи как об одном персонаже подтверждаются коллекционной фигуркой, выпущенной компанией Walt Disney, на которой указано, что Дейзи Дак дебютирует в роли Донны. В комиксе 1951 года показана другая точка зрения: Донна Дак является отдельным персонажем, соперничающим с Дейзи за сердце Дональда.

## Дейзи Дак в телевидении
Дейзи Дак появлялась на телевидении с 1996 года, когда вышел сериал «Кряк-Бряк», где Дейзи играла роль репортёра телеканала, а Дональд — её оператора. Она была показана более независимой и самоуверенной, соответствующей идеалу современной западной женщины, тогда как в короткометражных мультфильмах она использовала образ роковой красотки, чтобы привлечь к себе внимание Дональда.
Дейзи также появлялась в более поздних сериалах: «Всё о Микки Маусе» и «Клуб Микки Мауса».
Появляется в третьем сезоне «Утиных историй» 2017 года.